# Saison 1948-1949 du FC Nantes
Dernière mise à jour : 12 octobre 2014.
Chronologie
Saison précédente Saison suivante
La saison 1948-1949 du FC Nantes est la 6e saison de l'histoire du club nantais. Le club est engagé dans deux compétitions officielles: Division 2 (4e participation) et Coupe de France (6e participation).

## Effectif

### Tableau des transferts
| Nom                      | Nationalité | Poste     | Transfert | Provenance/Destination | Division        | Référence |
| ------------------------ | ----------- | --------- | --------- | ---------------------- | --------------- | --------- |
| Arrivées                 |             |           |           |                        |                 |           |
| Antoine Gorius           | France      | Gardien   |           | FC Metz                | Division 1 (D1) |           |
| Émile Vidal              | France      | Gardien   |           |                        |                 |           |
| Jean Godet               | France      | Milieu    |           | RCFC Besançon          | Division 2 (D2) |           |
| Stefano Bruzzone         | France      | Attaquant |           | US Le Mans             | Division 2 (D2) |           |
| Henri Coïc               | France      | Attaquant |           | Stade quimpérois       | DH Ouest (D4)   |           |
| Alfred Gérard            | France      | Attaquant |           | Stade rennais UC       | Division 1 (D1) |           |
| Étienne Stervinou        | France      | Attaquant |           | Jeanne d'Arc Gourin    | ?               | [ 1 ]     |
| Départs                  |             |           |           |                        |                 |           |
| Gustave Rossi            | France      | Gardien   |           |                        |                 |           |
| Eugène Abautret          | France      | Défenseur |           | RC Strasbourg          | Division 1 (D1) |           |
| Émile Docquin            | France      | Défenseur |           | US Le Mans             | Division 2 (D2) |           |
| Erwin Hesse              | France      | Milieu    |           |                        |                 |           |
| François Maestroni       | France      | Milieu    |           | SC Toulon              | Division 2 (D2) |           |
| Victor Rivero            | France      | Milieu    |           |                        |                 |           |
| Roland Berbette          | France      | Attaquant |           |                        |                 |           |
| Jose Garcia Gimenez      | Espagne     | Attaquant |           | Retraite sportive      |                 |           |
| Louis Gusse              | France      | Attaquant |           | Retraite sportive      |                 |           |
| Willy Leonard Kettermans | Belgique    | Attaquant |           | R. CS La Forestoise    | ?               |           |
| Henry Zygmont            | Pologne     | Attaquant |           | FC Rouen               | Division 2 (D2) |           |
| Blaczick                 |             |           |           |                        |                 |           |
| Gilbert Brécheteau       | France      |           |           |                        |                 |           |
| Carcial                  | France      |           |           |                        |                 |           |

## Matchs amicaux
| Date                 | Adversaire              | Niveau | Lieu   | Score | Buteurs du FCN | Affluence |
| -------------------- | ----------------------- | ------ | ------ | ----- | -------------- | --------- |
| Mardi 10 août 1948   | US Le Mans              | D2     | Nantes | ?     | ?              | ?         |
| Dimanche 5 juin 1949 | Stade français-Red Star | D1     | Nantes | 3 - 6 | ?              | ?         |

## Compétitions

### Division 2

#### Calendrier
| Date                       | Journée              | Adversaire            | Lieu | Score | Buteurs du FC Nantes                   | Class. | Affluence |
| -------------------------- | -------------------- | --------------------- | ---- | ----- | -------------------------------------- | ------ | --------- |
| Dimanche 22 août 1948      | J01 (non officielle) | FC Sarrebruck         | Dom. | 5 - 2 |                                        |        | -         |
| Dimanche 29 août 1948      | J02                  | Olympique alésien     | Ext. | 2 - 2 |                                        |        | 3.500     |
| Dimanche 5 septembre 1948  | J03                  | RCFC Besançon         | Dom. | 4 - 4 |                                        |        | 3.500     |
| Jeudi 9 septembre 1948     | J04                  | FC Rouen              | Ext. | 0 - 0 |                                        |        | 6.100     |
| Dimanche 12 septembre 1948 | J05                  | US Le Mans            | Ext. | 2 - 6 |                                        |        | 1.969     |
| Dimanche 19 septembre 1948 | J06                  | Angers SCO            | Dom. | 1 - 2 |                                        |        | 6.500     |
| Dimanche 26 septembre 1948 | J07                  | AS Béziers            | Ext. | 1 - 1 |                                        |        | 1.550     |
| Jeudi 30 septembre 1948    | J08                  | AS Monaco             | Dom. | 2 - 1 | Bruzzone 60e, Crépin 74e               |        | 2.500     |
| Dimanche 3 octobre 1948    | J09                  | SC Toulon             | Dom. | 4 - 1 |                                        |        | 4.000     |
| Dimanche 10 octobre 1948   | J10                  | AS Troyes-Savinienne  | Ext. | 2 - 4 |                                        |        | 2.571     |
| Dimanche 17 octobre 1948   | J11                  | Nîmes Olympique       | Ext. | 1 - 1 |                                        |        | 4.003     |
| Dimanche 24 octobre 1948   | J12                  | SA Douai              | Dom. | 2 - 1 |                                        |        | 3.500     |
| Dimanche 31 octobre 1948   | J13                  | RC Lens               | Dom. | 0 - 0 | -                                      |        | 5.600     |
| Dimanche 7 novembre 1948   | J14                  | CA Paris              | Ext. | 3 - 1 |                                        |        | 1.889     |
| Dimanche 14 novembre 1948  | J15                  | Le Havre AC           | Dom. | 0 - 1 | -                                      |        | 5.400     |
| Samedi 27 novembre 1948    | J16                  | Lyon OU               | Dom. | 0 - 0 | -                                      |        | 3.500     |
| Dimanche 5 décembre 1948   | J17                  | US Valenciennes-Anzin | Ext. | 0 - 1 | -                                      |        | 1.368     |
| Dimanche 19 décembre 1948  | J18                  | Girondins de Bordeaux | Dom. | 3 - 1 |                                        |        | 3.800     |
| Dimanche 26 décembre 1948  | J19                  | Amiens AC             | Ext. | 0 - 3 | -                                      |        | 2.308     |
| Dimanche 2 janvier 1949    | J20                  | Le Havre AC           | Ext. | 1 - 1 |                                        |        | 5.500     |
| Dimanche 16 janvier 1949   | J21                  | Amiens AC             | Dom. | 2 - 0 |                                        |        | 5.000     |
| Samedi 22 janvier 1949     | J22                  | Girondins de Bordeaux | Ext. | 0 - 5 | -                                      |        | 8.812     |
| Dimanche 6 février 1949    | J23                  | Nîmes Olympique       | Dom. | 1 - 1 | Scuiller 22e                           | 11     | 3.650     |
| Dimanche 13 février 1949   | J24                  | SA Douai              | Ext. | 1 - 2 | Le Floch 65e                           | 11     | 1.300     |
| Dimanche 20 février 1949   | J25                  | US Valenciennes-Anzin | Dom. | 0 - 0 | -                                      | 10     | 3.500     |
| Dimanche 6 mars 1949       | J26                  | Lyon OU               | Ext. | 1 - 2 | Godet ?                                | 11     | 3.500     |
| Dimanche 13 mars 1949      | J27                  | RC Lens               | Ext. | 1 - 4 | Godet ?                                | 11     | 4.000     |
| Dimanche 27 mars 1949      | J28                  | CA Paris              | Dom. | 1 - 1 | Devallan ?                             | 12     | 2.000     |
| Dimanche 10 avril 1949     | J29 (non officielle) | FC Sarrebruck         | Ext. | 1 - 6 |                                        |        | -         |
| Jeudi 14 avril 1949        | J30                  | US Le Mans            | Dom. | 4 - 1 | Gérard 23e, Coïc 30e, Devallan 40e 56e |        | 1.500     |
| Dimanche 17 avril 1949     | J31                  | FC Rouen              | Dom. | 2 - 0 | Devallan 47e, Bruzzone 57e             | 11     | 4.800     |
| Dimanche 24 avril 1949     | J32                  | RCFC Besançon         | Ext. | 4 - 3 |                                        | 11     | 1.190     |
| Dimanche 1er mai 1949      | J33                  | Olympique alésien     | Dom. | 2 - 3 |                                        |        | 4.800     |
| Dimanche 8 mai 1949        | J34                  | Angers SCO            | Ext. | 0 - 0 |                                        |        | 4.200     |
| Dimanche 15 mai 1949       | J35                  | AS Troyes-Savinienne  | Dom. | 5 - 0 |                                        |        | 3.700     |
| Samedi 21 mai 1949         | J36                  | AS Béziers            | Dom  | 2 - 0 |                                        |        | 1.850     |
| Jeudi 26 mai 1949          | J37                  | SC Toulon             | Ext. | 2 - 0 |                                        |        | 2.600     |
| Dimanche 29 mai 1949       | J38                  | AS Monaco             | Ext. | 2 - 0 | Scuiller 1re, L. Abautret 60e          | 9      | 897       |

#### Classement
| Rang | Équipe                   | Pts | J  | G  | N  | P  | Bp  | Bc | Diff |
| ---- | ------------------------ | --- | -- | -- | -- | -- | --- | -- | ---- |
| 1    | RC Lens                  | 53  | 36 | 21 | 11 | 4  | 65  | 27 | +38  |
| 2    | FC Girondins de Bordeaux | 53  | 36 | 24 | 5  | 7  | 107 | 49 | +58  |
| 3    | FC Rouen                 | 51  | 36 | 20 | 11 | 5  | 67  | 37 | +30  |
| 4    | Le Havre AC              | 48  | 36 | 19 | 10 | 7  | 64  | 30 | +34  |
| 5    | Nîmes Olympique          | 42  | 36 | 16 | 10 | 10 | 89  | 51 | +38  |
| 6    | Olympique alésienR       | 42  | 36 | 16 | 10 | 10 | 76  | 57 | +19  |
| 7    | RCFC Besançon            | 40  | 36 | 15 | 10 | 11 | 81  | 59 | +22  |
| 8    | AS Monaco FCP            | 38  | 36 | 17 | 4  | 15 | 70  | 62 | +8   |
| 9    | FC Nantes                | 38  | 36 | 13 | 12 | 11 | 58  | 53 | +5   |
| 10   | Lyon OU                  | 38  | 36 | 16 | 6  | 14 | 65  | 72 | -7   |
| 11   | Angers SCO               | 37  | 36 | 11 | 15 | 10 | 61  | 49 | +12  |
| 12   | AS Béziers               | 31  | 36 | 13 | 5  | 18 | 58  | 65 | -7   |
| 13   | SC ToulonP               | 30  | 36 | 11 | 8  | 17 | 54  | 70 | -16  |
| 14   | Amiens AC                | 29  | 36 | 12 | 5  | 19 | 46  | 70 | -24  |
| 15   | US Le Mans               | 28  | 36 | 11 | 6  | 19 | 60  | 92 | -32  |
| 16   | AS Troyes-Savinienne     | 25  | 36 | 9  | 7  | 20 | 52  | 90 | -38  |
| 17   | US Valenciennes-Anzin    | 24  | 36 | 8  | 8  | 20 | 38  | 76 | -38  |
| 18   | CA Paris                 | 20  | 36 | 5  | 10 | 21 | 35  | 82 | -47  |
| 19   | SA Douai                 | 17  | 36 | 5  | 7  | 24 | 36  | 90 | -54  |

Promotions et relégations
- Promotion en Division 1 1949-1950
- Rétrogradation administrative

Abréviations

#### Buteurs
| Rang | No. | Pos. | Nat. | Nom                      | Buts |
| ---- | --- | ---- | ---- | ------------------------ | ---- |
| 1    |     | A    |      | Stefano Bruzzone         | 10   |
| 2    |     | A    |      | Henri Coïc               | 9    |
| 3    |     | A    |      | Alfred Gérard            | 7    |
| 3    |     | A    |      | Jacques "Jacky" Scuiller | 7    |
| 5    |     | A    |      | Jean Deru                | 5    |
| 5    |     | D    |      | Jean Devallan            | 5    |
| 7    |     | A    |      | Léon Abautret            | 3    |
|      |     | M    |      | Jean Godet               | 3    |
| 9    |     | A    |      | René Crépin              | 2    |
| 10   |     | D    |      | Stanislas Budzyn         | 1    |
|      |     | D    |      | Joseph Cauwelier         | 1    |
|      |     | A    |      | Albert Heil              | 1    |
|      |     | A    |      | Joseph Le Floch          | 1    |
|      |     | D    |      | Anton Raab               | 1    |
|      |     | A    |      | Étienne Stervinou        | 1    |
|      |     |      |      | Indéterminé (csc ?)      | 1    |
|      |     |      |      | TOTAUX                   | 58   |

### Coupe de France
La Coupe de France 1948-1949 est la 32e édition de la Coupe de France, une compétition à élimination directe mettant aux prises tous les clubs de football amateurs et professionnels à travers la France métropolitaine. Elle est organisée par la FFF et ses ligues régionales.
| Date                      | Tour            | Adversaire               | Niveau            | Lieu   | Score | Buteurs du FC Nantes                   | Affluence |
| ------------------------- | --------------- | ------------------------ | ----------------- | ------ | ----- | -------------------------------------- | --------- |
|                           | 4e ou 5e tour   | Phalange d'Arvor Quimper |                   |        | 3 - 1 |                                        |           |
| Dimanche 12 décembre 1949 | 5e ou 6e tour   | Stade de Sainte-Magne    | DH Sud-Ouest (D4) | Dom.   | 4 - 0 |                                        |           |
| Dimanche 9 janvier 1949   | 1/32e de finale | AS Cannes                | D1                | Neutre | 2 - 0 | Staho 57e (pen.), Gérard 84e           |           |
| Dimanche 30 janvier 1949  | 1/16e de finale | FC Rouen                 | D2                | Neutre | 1 - 4 | Deru 57e (pen.) ou Abautret 44e (pen.) | 7.884     |

## Statistiques

### Statistiques collectives
| Compétition     | Débute au tour | Termine         | Matches joués | Gagnés | Nuls | Perdus | Buts pour | Buts contre | Différence |
| --------------- | -------------- | --------------- | ------------- | ------ | ---- | ------ | --------- | ----------- | ---------- |
| Division 2      | -              | 9e              | 36            | 13     | 12   | 11     | 58        | 53          | +5         |
| Coupe de France | 5e tour        | 1/16e de finale | 4             | 3      | 0    | 1      | 10        | 5           | +5         |
| Total           | -              | -               | 40            | 16     | 12   | 12     | 68        | 58          | +10        |

### Statistiques individuelles
| Poste² | Nat.³ | Num. | Nom               | Division 2 | Division 2  | Coupe France | Coupe France | Total Saison | Total Saison | Notes |
| Poste² | Nat.³ | Num. | Nom               | M          | But inscrit | M            | But inscrit  | M            | But inscrit  | Notes |
| ------ | ----- | ---- | ----------------- | ---------- | ----------- | ------------ | ------------ | ------------ | ------------ | ----- |
| G      |       |      | Charles Drummer   | 2          | 0           |              |              |              |              |       |
| G      |       |      | Antoine Gorius    | 32         | 0           |              |              |              |              |       |
| G      |       |      | Vidal             | 2          | 0           |              |              |              |              |       |
| D      |       |      | Joseph Cauwelier  | 27         | 1           |              |              |              |              |       |
| D      |       |      | Jean Devallan     | 32         | 5           |              |              |              |              |       |
| D      |       |      | Anton Raab        | 4          | 1           |              |              |              |              |       |
| D      |       |      | Stanislas Staho   | 35         | 1           |              |              |              |              |       |
| M      |       |      | Robert Garrec     | 26         | 0           |              |              |              |              |       |
| M      |       |      | Jean Godet        | 33         | 3           |              |              |              |              |       |
| A      |       |      | Léon Abautret     | 15         | 3           |              |              |              |              |       |
| A      |       |      | Stefano Bruzzone  | 29         | 10          |              |              |              |              |       |
| A      |       |      | Henri Coïc        | 26         | 9           |              |              |              |              |       |
| A      |       |      | René Crépin       | 14         | 2           |              |              |              |              |       |
| A      |       |      | Charles Deru      | 28         | 5           |              |              |              |              |       |
| A      |       |      | Alfred Gérard     | 16         | 7           |              |              |              |              |       |
| A      |       |      | Albert Heil       | 14         | 1           |              |              |              |              |       |
| A      |       |      | Joseph Le Floch   | 13         | 1           |              |              |              |              |       |
| A      |       |      | Jacques Scuiller  | 22         | 7           |              |              |              |              |       |
| A      |       |      | Étienne Stervinou | 5          | 1           |              |              |              |              |       |
| A      |       |      | Camille Subileau  | 21         | 0           |              |              |              |              |       |

- 1 : joueur formé au club
- 2 : G, Gardien de but ; D, Défenseur ; M, Milieu de terrain ; A, Attaquant
- 3 : Nationalité sportive, certains joueurs possédant une double-nationalité

## Affluences
- Affluence moyenne à domicile du FC Nantes en championnat (excepté la J01 non officielle) : 3 900 spectateurs.

Affluence du FC Nantes à domicile